# Эппс, Сил
Чарльз Джозеф Сильванус Эппс (англ. Charles Joseph Sylvanus Apps, 18 января 1915, Париж, Онтарио, Канада — 24 декабря 1998, Кингстон, Онтарио, Канада) — бывший канадский хоккеист, центральный нападающий. Провёл 10 сезонов в Национальной хоккейной лиге, выступал за команду «Торонто Мэйпл Лифс».

## Игровая карьера
Сил Эппс был разносторонним спортсменом с отличными физическими данными и занимался многими видами спорта. В 1934 году на Играх Британской империи он завоевал золотую медаль в прыжках с шестом, в 1934—1936 годах становился чемпионом Канады. Через два года Эппс представлял Канаду на Олимпийских играх в Берлине и занял шестое место в прыжках с шестом, нёс флаг Канады на церемонии открытия. Помимо этого, Эппс играл в канадский футбол за клуб университета Макмастера, где на его игру обратил внимание Конн Смайт и уговорил попробовать свои силы в хоккее. В 1936 году Эппс подписывает контракт с «Торонто Мэйпл Лифс».
В 1937 году он становится обладателем «Колдер Трофи», как лучший новичок НХЛ, опередив своего партнёра по команде Горди Дриллона. В 1942 году, вместе с Кубком Стэнли, он получает «Леди Бинг Трофи» — приз за мастерство и джентльменское поведение на льду. В 1943 году Эппс был призван на службу в Канадские вооружённые силы. После демобилизации в 1945 году он возвращается в состав «Торонто» и выигрывает ещё два Кубка Стэнли — в 1947-м и 1948 годах. В возрасте 33-х лет он решает завершить свою карьеру.
В 1961 году Сил Эппс введён в Зал хоккейной славы в Торонто. В 1975 году он избран в Зал спортивной славы Канады. В его честь названы несколько учреждений, в том числе и спортивная арена в его родном Париже. В 1993 году в честь Сила Эппса и Теда Кеннеди прошла церемония поднятия баннеров под своды «Мэйпл Лиф Гарденс». В 2001 году канадская почта включила портрет Эппса в серию почтовых марок «Все звёзды НХЛ». 15 октября 2016 года «Торонто Мэйпл Лифс»  вывел из обращения игровой номер Эппса.

## Награды и достижения
- Обладатель Кубка Стэнли (3): 1942, 1947, 1948
- Участник матча всех звёзд НХЛ: 1947
- Обладатель Колдер Трофи: 1937
- Обладатель Леди Бинг Трофи: 1942
- Член Зала хоккейной славы в Торонто: 1961
- Член Зала спортивной славы Канады: 1975
- Включён под номером 33 в список 100 лучших игроков Национальной хоккейной лиги всех времён по версии журнала The Hockey News (1998).
- Включён в Список 100 величайших игроков НХЛ по версии лиги (2017).

## Клубная карьера
| 1930/31     | Париж Гринс        | ОХА         | 7   | 5   | 1   | 6   | 0  | —  | —  | —  | —  | —  |
| 1935/36     | Гамильтон Тайгерз  | ОХА         | 19  | 22  | 16  | 38  | 10 | 9  | 12 | 7  | 19 | 4  |
| 1936        | Гамильтон Тайгерз  | АК          | —   | —   | —   | —   | —  | 4  | 5  | 4  | 9  | 2  |
| 1936/37     | Торонто Мэйпл Лифс | НХЛ         | 48  | 16  | 29  | 45  | 10 | 2  | 0  | 1  | 1  | 0  |
| 1937/38     | Торонто Мэйпл Лифс | НХЛ         | 47  | 21  | 29  | 50  | 9  | 7  | 1  | 4  | 5  | 0  |
| 1938/39     | Торонто Мэйпл Лифс | НХЛ         | 44  | 15  | 25  | 40  | 4  | 10 | 2  | 6  | 8  | 2  |
| 1939/40     | Торонто Мэйпл Лифс | НХЛ         | 27  | 13  | 17  | 30  | 5  | 10 | 5  | 2  | 7  | 2  |
| 1940/41     | Торонто Мэйпл Лифс | НХЛ         | 41  | 20  | 24  | 44  | 6  | 5  | 3  | 2  | 5  | 2  |
| 1941/42     | Торонто Мэйпл Лифс | НХЛ         | 38  | 18  | 23  | 41  | 0  | 13 | 5  | 9  | 14 | 2  |
| 1942/43     | Торонто Мэйпл Лифс | НХЛ         | 29  | 23  | 17  | 40  | 2  | —  | —  | —  | —  | —  |
| 1945/46     | Торонто Мэйпл Лифс | НХЛ         | 40  | 24  | 16  | 40  | 2  | —  | —  | —  | —  | —  |
| 1946/47     | Торонто Мэйпл Лифс | НХЛ         | 54  | 25  | 24  | 49  | 6  | 11 | 5  | 1  | 6  | 0  |
| 1947/48     | Торонто Мэйпл Лифс | НХЛ         | 55  | 26  | 27  | 53  | 12 | 9  | 4  | 4  | 8  | 0  |
| Итого в НХЛ | Итого в НХЛ        | Итого в НХЛ | 423 | 201 | 231 | 432 | 56 | 67 | 25 | 29 | 54 | 14 |

## Личная жизнь
Основатель спортивной династии: сын Сил Эппс младший — хоккеист (играл в НХЛ), внук Сил Эппс III — хоккеист (играл в АХЛ), внучка Эми — футболистка (играла за сборную Канады), внучка Джиллиан — хоккеистка, трёхкратная олимпийская чемпионка.